# Coudray-au-Perche
Coudray-au-Perche é uma comuna francesa na região administrativa do Centro, no departamento Eure-et-Loir. Estende-se por uma área de 14,53 km². Em 2010 a comuna tinha 361 habitantes (densidade: 24,8 hab./km²).